# جيرالت من ريفيا
جيرالت من ريفيا (بالبولندية: Geralt z Rivii) هو شخصية خيالية وبطل سلسلة القصص القصيرة والروايات باسم «الويتشر» من تأليف الكاتب البولندي أندريه سابكوسكي، كما ظهر في سلسلة ألعاب فيديو مستندة عليها. وهو من صائدي الوحوش الذين يتلقون تدريباً خاصاً ويتم تعديل أجسادهم في سن مبكرة لتوفر لهم قدرات خارقة للطبيعة حتى يتمكنوا من قتل الوحوش الخطيرة للغاية والبقاء على قيد الحياة أثناء المواجهة. هذه التعديلات التي تشمل إعداد المستحضرات العشبية، والجرع السحرية ولقاحات الفيروسات التي تعطيهم قوة فوق طاقة البشر، وردود فعل سريعة وبراعة، بالإضافة إلى قدرة تضميد الجراح وتحسين الرؤية الليلية.